# Сокольский, Александр Кузьмич

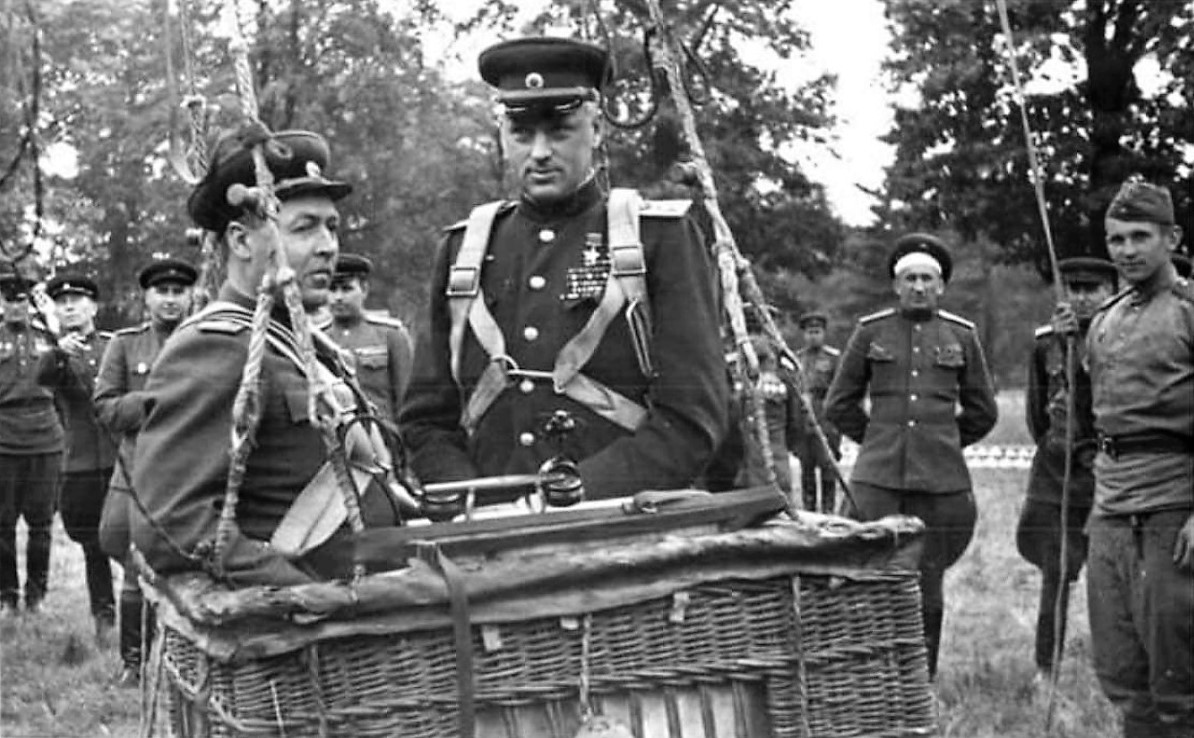
Маршал Советского Союза К. К. Рокоссовский и командующий артиллерией 2-го Белорусского фронта генерал-полковник артиллерии А. К. Сокольский в гондоле аэростата артиллерийского наблюдения

Александр Кузьмич Сокольский (6 декабря 1903 года, станция Алексиково, ныне Новониколаевский район Волгоградской области — 14 ноября 1979 года, Москва) — советский военачальник, Герой Советского Союза (29.05.1945). Генерал-полковник артиллерии (1944).

## Биография
Родился 6 декабря 1903 года на станции Алексиково ныне Новониколаевского района Волгоградской области в семье крестьянина, работавшего в то время сторожем на железной дороге. В 1910 году семья переехала в станицу Урюпинскую Донской области, где отец стал заниматься сельским хозяйством. Получил неполное среднее образование. С 1919 года батрачил, работал на лесозаготовках, с весны по осень 1920 года состоял бойцом местного продотряда. Затем несколько месяцев болел малярией, а с весны 1921 года работал писарем в Урюпинском бюро Царицынского губернского ЧК.
В сентябре 1921 года был призван в Красную Армию добровольцем. Сначала был зачислен на 8-е Саратовские артиллерийские курсы, окончил их в мае 1922 года и как один из лучших выпускников направлен на продолжение образования в Петроград. В 1925 году окончил 1-ю Ленинградскую артиллерийскую школу имени Красного Октября, а в 1933 и в 1937 годах — артиллерийские курсы усовершенствования командного состава.
С 1925 года много лет служил в 10-й кавалерийской дивизии Северо-Кавказского военного округа на должностях начальника разведки артиллерийской батареи, командира батареи конно-артиллерийского дивизиона, начальника полковой школы и помощника командира конно-артиллерийского полка. В 1938 году назначен на должность командира отдельного артиллерийского дивизиона, затем служил на должности начальника артиллерии кавалерийской дивизии. С 1939 года — начальник артиллерии 74-й стрелковой дивизии (Северо-Кавказский военный округ).

### Великая Отечественная война
Участник Великой Отечественной войны с 1941 года. В составе дивизии принимал участие в оборонительных сражениях на юге Украины и в Донбассе.
В январе 1942 года был назначен на должность заместителя начальника артиллерии 12-й армии и в этой должности принимал участие в Барвенково-Лозовской наступательной операции. В феврале 1942 года повышен в должности начальника артиллерии этой же армии и принял участие в оборонительных сражениях на Дону и на Кубани (Донбасская оборонительная операция (1942), Армавиро-Майкопская операция, Новороссийская оборонительная операция), участвовал в битве за Кавказ. С 4 по 12 сентября 1942 года временно исполнял обязанности командующего 12-й армией на Туапсинском направлении. Затем управление этой армии было реорганизовано в Управление Туапсинского оборонительного района, а войска переданы в 18-ю армию.
С конца сентября 1942 года — начальник артиллерии 18-й армии, в рядах которой принял участие в  Туапсинской оборонительной операции.
В январе 1943 года был назначен на должность начальника артиллерии 56-й армии (Черноморская группа войск), находясь на которой, руководил артиллерией армии в ходе наступательного этапа битвы за Кавказ, в том числе в Краснодарской наступательной операции.
С апреля 1943 года находился на должности начальника артиллерии 37-й армии и принимал участие в боевых действиях на Таманском полуострове и в Новороссийско-Таманской операции. С ноября 1943 года — заместитель командующего артиллерией, а с января 1944 года — командующий артиллерией Отдельной Приморской армии, которая в это время проводила Керченско-Эльтигенскую десантную операцию, а затем вела упорные сражения на Керченском плацдарме.
С мая 1944 года и до конца войны командовал артиллерией 2-го Белорусского фронта. Принимал участие в Белорусской (в том числе Могилёвская, Минская, Белостокская операции), Ружанской, Восточно-Прусской (в том числе Млавско-Эльбингская операция), Восточно-Померанской и Берлинской наступательных операциях.
Указом Президиума Верховного Совета СССР от 29 мая 1945 года за образцовое выполнение заданий командования на фронте борьбы с немецкими захватчиками и проявленные при этом отвагу и геройство, генерал-полковнику артиллерии Александру Кузьмичу Сокольскому присвоено звание Героя Советского Союза с вручением ордена Ленина и медали «Золотая Звезда» (№ 7378).

### Послевоенная карьера

Могила А. К. Сокольского на Кунцевском кладбище

В сентябре 1945 года был назначен на должность командующего артиллерией Северной группы войск (Польша).
С июня 1948 по 1951 годы командовал артиллерией Закавказского военного округа.
В 1952 году окончил Высшие академические курсы при Высшей военной академии имени К. Е. Ворошилова и с января 1953 года работал на должности начальника филиала — заместителя начальника Военной академии имени Ф. Э. Дзержинского. В феврале 1954 года назначен на должность начальника артиллерийского Научно-исследовательского института № 1.
В январе 1955 года уволен в отставку.
Жил в Москве. Умер 14 ноября 1979 года. Похоронен на Кунцевском кладбище (участок 9-3).

## Награды
- Медаль «Золотая Звезда» Героя Советского Союза (29.05.1945);
- два ордена Ленина (29.05.1945; 05.11.1946);
- четыре ордена Красного Знамени (27.03.1942; 01.04.1943; 03.11.1944; 19.11.1951);
- орден Суворова 1-й степени (10.04.1945);
- орден Кутузова 1-й степени (29.07.1944);
- орден Суворова 2-й степени (25.10.1943);
- орден Кутузова 2-й степени (16.05.1944);
- медали;

иностранные награды
- Орден «Крест Грюнвальда» 3-й степени (Польша);
- Орден Virtuti Militari 3-й степени (Польша);
- Три польские медали.

## Воинские звания
- Генерал-майор артиллерии (7.02.1943);
- генерал-лейтенант артиллерии (16.05.1944);
- генерал-полковник артиллерии (18.11.1944).